# TJ Favorit Brno
Tělovýchovná jednota Favorit Brno je cyklistický klub v Brně, který vznikl 28. července 1957 v Pivovarské restauraci v Brně po jednáních vedených Ladislavem Šmídem. Tato jednota byla zastřešující organizací pro 8 brněnských cyklistických oddílů, více než 100 cyklistů a funkcionářů. TJ dále navázala užší spolupráci s Favoritem, továrnou na výrobu závodních kol v Rokycanech. Podle ní má také název, který se až dodnes nezměnil.

## Velodrom
Na místě dnešního brněnského velodromu, v lokalitě zvané Bauerova rampa, byla dříve jakási předchůdkyně dnešní dráhy. Byla hliněná s antukovým povrchem a její časté úpravy byly poměrné náročné. Postupně byl vybudován asfaltový a betonový povrch. S betonovou drahou pak přibyly bariéry, osvětlení, šatny, hospodářská budova s ubytovnou, garáže atp. V roce 1969 se zde uskutečnilo mistrovství světa, pro jehož účely bylo nutné velodrom opět zmodernizovat, přidaly se nové šatny, ošetřovna, restaurace.

## Závody
Jako první závody po vzniku Tělovýchovné jednoty se 28. 8. až 1. 9. 1957 konaly Mezinárodní všecyklistické hry. Tělovýchovná jednota Favorit také pořádala od roku 1961 každým rokem Šestidenní závod dvojic, který probíhal v termínu Mezinárodního strojírenského veletrhu. Úspěšné byly mj. dvojice Ferdinand Duchoň – Jiří Daler (1962), Josef Kratina – Jaroslav Bugner (1964), Miloš Jelínek – Antonín Kříž (1965), Jiří Pecka – Antonín Kříž (1968), Vladimír Vačkář – Rudolf Enenkl (1971), Milan Puzrla – Jiří Mikšík (1972, 1973), Milan Puzrla – Vladimír Vačkář (1974, 1975), Vladimír Vačkář – Miroslav Junec (1979), Vladimír Vačkář – Jaroslav Bláha (1978), Miloslav Raška – Robert Birnbaum (1982), Jaroslav Bláha – Jiří Mikšík (1983), Martin Bláha – Tomáš Holub (1995), Martin Bláha – Radim Nakládal (2000).
V roce 1968 proběhlo na brněnské dráze mistrovství Československé socialistické republiky, na němž byl domácí tým velmi úspěšný s celkově čtyřmi vítězstvími (sprint, pevný kilometr, stíhací závod jednotlivců, tandemy).
Důležitý byl pro Favorit i rok 1969, kdy byla jednota pořadatelem mistrovství světa v cyklistice amatérů, spolu s městem Brnem. Pro Brno i pro TJ se jednalo o úspěch, mistrovství se zúčastnilo 31 států, 617 závodníků a celkem 1500 účastníků, včetně souběžně konaného lékařského symposia a oslav 100. výročí prvního závodu v Brně.
Tradičními závody, které má Tělovýchovná jednota Favorit stále ve své režii, jsou 500+1 kolo, Přilba Moravy a silniční závod Brno – Velká Bíteš – Brno.

## Jiří Daler a další osobnosti
Pravděpodobně jedním z nejznámějších brněnských cyklistů dřívějška je Jiří Daler, který je vítězem z Olympijských her 1964 v Tokiu ve stíhacím závodě jednotlivců. Jednalo se o první zlatou olympijskou medaili pro Československo v cyklistice vůbec. Mezi jeho další úspěchy patří stříbrná medaile na mistrovství světa v roce 1966 a bronzová medaile z let 1964 a 1967. V roce 1964 však již závodil pod hlavičkou Dukly Brno. I ve svém pokročilém věku je stále aktivním cyklistou.
Mezi další známá jména Favoritu Brno patří např. Pavel Doležel, Karel Vávra nebo Jan Smolík. Právě Doležel o podmínkách ve Favoritu řekl: „Dostal jsem šanci i podmínky na tehdejší dobu nevídané. V celém kolektivu se ctila hodně dráha a to pro mne bylo velice prospěšné z hlediska vytříbení techniky, motoriky, navíc jsem trénoval v kolektivu, jenž jsem pro další růst nutně potřeboval. Po metodické stránce jsme museli organizovaně trénovat, propojit silnici s dráhou. O tom, jak tyto metody předběhly dobu, svědčí fakt, že se praktikují dodnes.“

## Současnost
V současné době pod hlavičkou TJ Favorit Brno funguje několik oddílů. Jsou to dráhová (rychlostní) cyklistika, silniční cyklistika, oddíl cykloturistický, oddíl kolové a také BMX. Partnerem jednoty je i firma Haibike, která vyrábí kola.
V rámci jednoty funguje i SCM – Sportovní centrum mládeže, které v současnosti zahrnuje něco přes 30 závodníků. V sekci rychlostní cyklistiky obecně pak figuruje 27 mládežníků a 7 mužů ELITE. Vedoucí SCM a této sekce je Mgr. Lukáš Petr.[kdy?]
Jako informační bulletin o plánovaných akcích vydával cykloturistický oddíl Favoritu Brno od roku 1988 zpravodaj; postupně zde publikovaly i další kluby a v roce 1992 vznikl název „Brněnský cyklista“. Na začátku 21. století však byla jeho činnost ukončena.